# Семёнов, Александр Сергеевич (российский футболист)
Алекса́ндр Серге́евич Семёнов (род. 11 июня 1982) — российский футболист, нападающий. Обладатель Кубка и Суперкубка Армении (2006, с клубом «Мика»).

## Карьера
В детстве занимался самбо и дзюдо в спортивной школе при Горьковском автомобильном заводе у Е. А. Ефремова. В возрасте 15 лет начал заниматься футболом в СДЮШОР-8 Нижнего Новгорода у Е. В. и В. В. Семиных. Изначально играл на позиции нападающего. По собственным воспоминаниям, в 1999 году в финале чемпионата России среди команд 1982 года рождения в Нижнем Новгороде стал лучшим бомбардиром с шестью голами.
Подписав предварительный контракт с нижегородским «Локомотивом», в 2000 году начал выступления во Втором дивизионе чемпионата России за павловское «Торпедо», возглавляемое Александром Сарафанниковым. Становился лучшим футболистом Нижегородской области по опросам еженедельника «Футбол-Хоккей НН».
За «Торпедо» играл в зоне «Поволжье» чемпионата России до 2002 года, за это время провёл 76 матчей и забил 31 мяч. Со второго круга сезона 2002 года выступал за дублирующий состав «Шинника», в августе 2003 года перешёл на правах аренды в «Амкар». Выходил на замены в матчах Первого дивизиона чемпионата России и в основном составе в кубковых матчах, по итогам сезона 2003 года пробился с «Амкаром» в высший дивизион.
Поскольку руководство «Шинника» по-прежнему не рассматривало Семёнова в качестве игрока основного состава, был организован его трансфер в возрождавшийся нижегородский «Локомотив», игравший во Втором дивизионе. Однако оттуда в середине 2005 года игрока, по собственным воспоминаниям, отчислили из-за разногласий с тренерами, и он доигрывал сезон в Вологде в той же лиге, где занял с клубом второе место в зоне «Северо-Запад».
Следующий сезон провёл в Армении в клубе «Мика», с которым завоевал Кубок и Суперкубок страны. Был заявлен на игры Кубка УЕФА, но, получив травму, не смог принять в них участие. После «Мики» отыграл год в Оренбурге; после того как команда Семёнова не сумела выполнить задачу выхода в Первый дивизион, уехал в Белоруссию, где выступал следующие семь лет.
Начав выступления в Белоруссии в 2008 году с гродненского «Немана», впоследствии ещё дважды возвращался в этот клуб; женился также в Гродно. В «Немане» играл на позиции атакующего полузащитника; помимо этого клуба, играл в высшем дивизионе чемпионата Беларуси в составе «Белшины» и в первой лиге — с «Гранитом» и «Сморгонью».
По возвращении в Россию играл на областном уровне за любительские команды, среди которых были богородский «Спартак», дзержинский «Уран» и первая команда карьеры — павловское «Торпедо».

## Достижения
- Обладатель Кубка Армении: 2006
- Обладатель Суперкубка Армении: 2006
- Победитель Первого дивизиона России: 2003
- Полуфиналист Кубка Белоруссии: 2008/09